# Канюкський міст
Канюкський міст (лит. Kaniūkų tiltas) — автомобільний міст через річку Німан в Алітусі, Литва. Є частиною дороги КК128, що з'єднує Науйейі-Валькинінкай та Алітус. Назва мосту походить від розташованого поруч села Канюкай (лит. Kaniūkai). Вище за течією знаходиться Меркінський міст, нижче — міст Білої троянди.

## Історія
У 1891—1892 роках у процесіі будівництва стратегічної дороги Оліта-Варена за проектом інженера М. А. Бєлелюбського був споруджений металевий міст, який складався з п'яти прольотів. Металеві конструкції були виготовлені на Кіровському заводі Санкт-Петербурга. Три центральних прольоти довжиною 54,7 м перекривалися балковими фермами з трикутними ґратами, складеної тільки з розкосів, без стійок. Бічні прольоти (кожен довжиною по 14,6 м) складалися з металевих балок. Проміжні опори були побудовані змуровані способом бутової кладки на кесонній основі. Льодорізи були облицьовані гранітом. Загальна довжина мосту складала 193,5 м, висота — 15 м.
14 серпня 1915 року міст був підірваний відступаючими російськими військами. Німецькі військові спочатку побудовали тимчасовий дерев'яний міст нижче за течією, а потім відновили постійний міст.

15 липня 1944 року центральний проліт мосту був підірваний відступаючими німецькими військами. Однак, впавши у воду, конструкція не отримала серйозних ушкоджень і була піднята радянськими військовими. У 1964 році дерев'яний настил проїжджої частини був замінений на асфальтобетон. 
 У 1976—1977 роках міст був реконструйований за проектом, розробленим в інституті «Lietketprojekto» (автор проекту — інженер К. Васіліаускас (лит. Kęstutis Vasitiauskas)). Металеві ферми були замінені на сталеві двотаврові балки (на крайніх прольотах — залізобетонні). Роботи проводилися Алітуським дорожньо-будівельним управлінням № 8 (лит. Alytaus Kelių statybos valdyba №8). Керівниками робіт були: С. Лікас (лит. Stasis Likas) і Х. Кебейкіс. Відкриття мосту після ремонту було приурочене до 60-річчя Жовтневої революції.

## Конструкція сучасного мосту

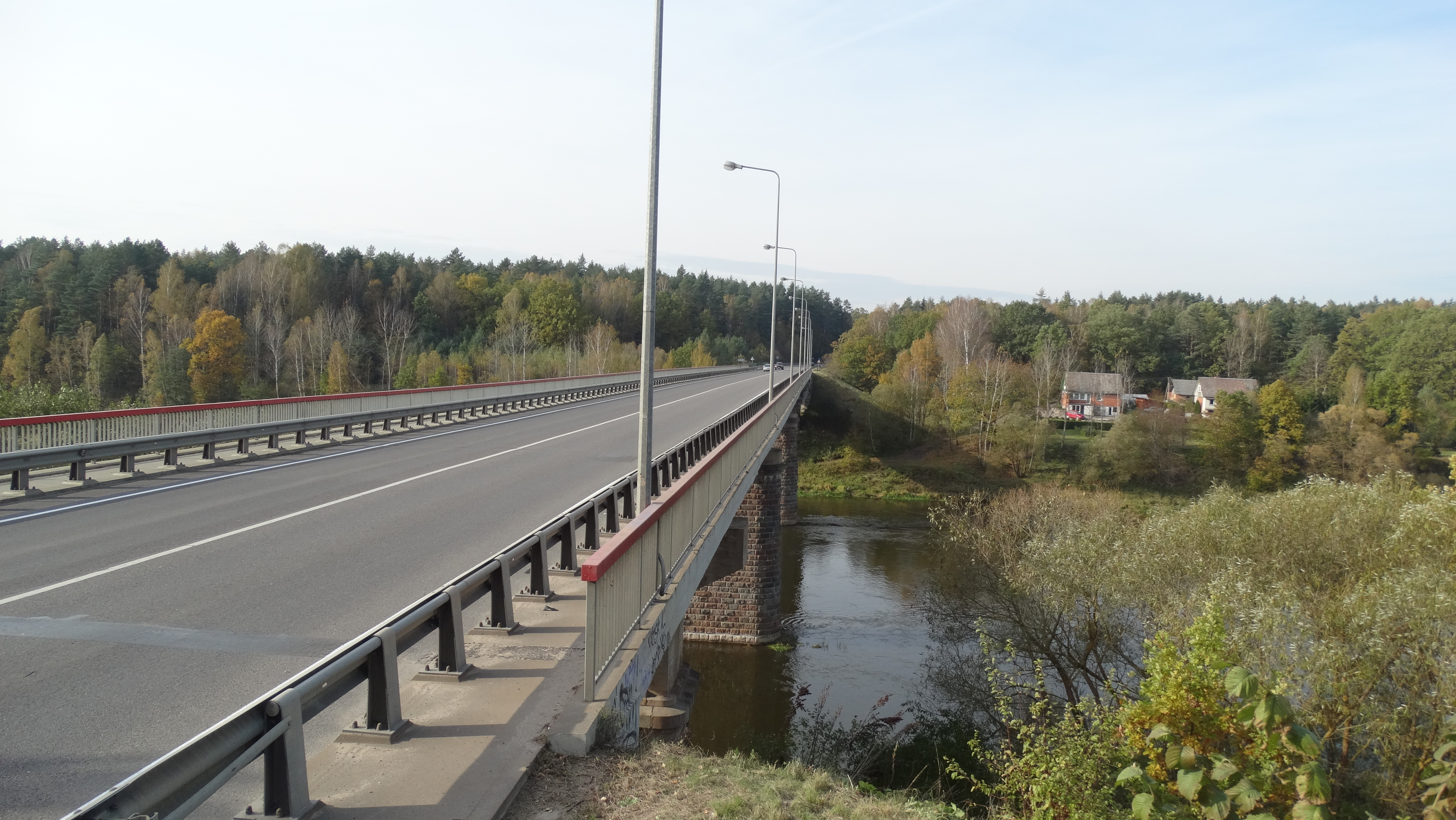
Проїжджа частина мосту

Міст металевий, нерозрізний, балковий, складається з п'яти прольотів. Схема розбивки на прольоти: 18,0 + 3 х 54,1 + 18,0 м. Пролітна частина мосту сталезалізобетонна, складається з двох сталевих двотаврових балок постійної висоти і залізобетонної плити проїжджої частини. Головні балки з'єднані між собою поперечними зв'язками. Бічні прольоти перекриті двотавровими балками постійної висоти заводського виготовлення із залізобетону. Опори мосту змуровано способом бутової кладки, із зовнішнім гранітним облицюванням. На проміжних опорах облаштовані льодорізи. Загальна довжина мосту складає 203,47 м, ширина — 13,7 м (з них ширина проїжджої частини — 10,7 м і два тротуари по 0,855 м).
Міст призначений для руху автотранспорту та пішоходів. Проїжджа частина складається із 2 смуг для руху автотранспорту. Покриття проїзної частини — асфальтобетон. Тротуари відокремлені від проїжджої частини металевим бар'єрним огородженням. Поручневе огородження металеве, з простим малюнком.